# Karsan JEST
De Karsan JEST of Karsan JEST+ of Karsan e-JEST is een midibus geproduceerd door de Turkse busfabrikant Karsan. De midibus werd in 2013 geïntroduceerd met dieselaandrijving onder de naam JEST en in 2017 opnieuw ontworpen onder de naam JEST+. In 2018 werd de bus kreeg de bus elektrische aandrijving onder de naam e-JEST.

## Inzet
De bus wordt voornamelijk ingezet op het openbaar vervoer in voornamelijk stadsdiensten in o.a. Italië, Luxemburg, Oostenrijk en Spanje. In 2023 bestelde Keolis Belgiun 2 e-JEST bussen om dienst te doen als Centrumshuttle in Brugge. Sinds september 2024 heeft busbedrijf Voyages Peeters 4 e-JEST bussen om dienst te doen als centrumbus in Namen.
| Bedrijf         | Type   | Serie       | Aantal | Inzet                      | Opmerking                                               |
| België          | België | België      | België | België                     | België                                                  |
| --------------- | ------ | ----------- | ------ | -------------------------- | ------------------------------------------------------- |
| Keolis Belgium  | e-JEST | ??          | 2      | Centrumshuttle Brugge      |                                                         |
| Voyages Peeters | e-JEST | ??          | 4      | Navette centre ville Namur |                                                         |
| Duitsland       |        |             |        |                            |                                                         |
| Koßman          | JEST+  | 23 37       | 2      | Halle                      | In opdracht van HAVAG                                   |
| Japan           |        |             |        |                            |                                                         |
| Iinachan bus    | e-JEST | ??          | 1      | Ina                        | Eerst Europese bus op de Japanse markt                  |
| Oostenrijk      |        |             |        |                            |                                                         |
| Gersin Autobus  | JEST+  | ??          | 2      | Graz                       |                                                         |
| Zwitserland     |        |             |        |                            |                                                         |
| Genève-Tours    | JEST+  | 2172 - 2175 | 4      | TPGFlex Est Genève         | Rijden in opdracht van TPG 2175 is niet meer in dienst. |
| Ming Bus        | JEST+  | ??          | 2      | Sankt Moritz               |                                                         |